# Ubayda ibn Abd-ar-Rahman as-Salamí
Ubayda ibn Abd-ar-Rahman as-Sulamí (en árabe: عبيدة بن عبد الرحمن السلمي‎ ʿAbd ar-Raḥmān as-Sulamī) fue un valí árabe de la tribu de los Banu Sulaym. Se dice que era sobrino de Abu l-Aswar (Dhakwan), gobernador de al-Urdunn bajo el gobierno de Muawiya I, pero según la genealogía conocida nos da a entender que era su bisnieto.
Ubayda fue valí de Azerbaiyán bajo el gobierno del califa omeya Úmar ibn Abd-al-Aziz, entre los años 717 y 720, posteriormente fue valí de Ifriquía bajo el reinado de Hisham ibd Abd-al-Malik (727-732). A finales del 732, Ubayda había sido rápidamente destituido por el califa Hisham tras una disputa personal. Finalmente fue valí de al-Urdunn, durante el gobierno de al-Walid ibn Yazid (743-744).